# Order of British India

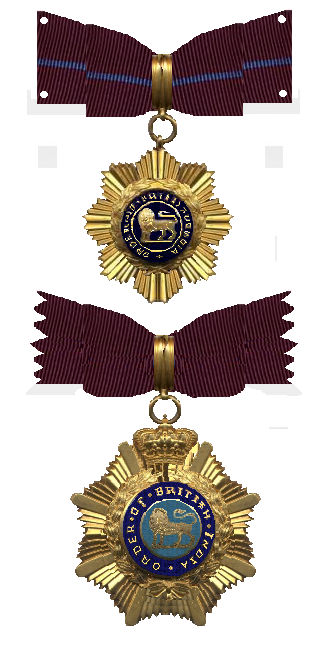
Insignien des Order of British India zweiter und erster Klasse

Der Order of British India war ein Verdienstorden der Britischen Ostindien-Kompanie und des Britischen Weltreiches.

## Geschichte des Ordens
Die Auszeichnung wurde 1837 von der Britischen Ostindien-Kompanie eingeführt. Nachdem nach dem Indischen Aufstand von 1857 mit dem Government of India Act 1858 Britisch-Indien in das Britische Weltreich integriert wurde, wurde auch der Orden ins britische Auszeichnungssystem aufgenommen. Seit der Unabhängigkeit von Indien und Pakistan im Jahre 1947 ist der Orden nicht mehr verliehen worden, er existiert jedoch weiterhin.

## Stiftung und Gliederung
Der Orden wurde am 17. April 1837 auf Vorschlag des ehemaligen Generalgouverneurs und Oberbefehlshabers von Indien Lord William Cavendish-Bentinck vom Direktorium der Britischen Ostindien-Kompanie gestiftet. Die dazugehörige Ordensstatuten wurden am 1. Mai 1837 erlassen.
Der Orden wurde jeweils für „langen, treuen und ehrenwerten Dienst“ an einheimische (d. h. indische) Offiziere  der britischen Kolonialarmeen in Indien (im Rang eines Subedar oder Risaldar), nämlich der Bengal Army, der Madras Army und der Bombay Army bzw. ab 1895 der aus diesen gegründeten British Indian Army verliehen. Die Verleihung erfolgte auf Vorschlag des Oberbefehlshabers der jeweiligen Armee durch den Generalgouverneur bzw. Vizekönig von Indien. Der Orden wurde im Regelfall nach zwanzig bis dreißig Dienstjahren gewährt.
Der Orden wurde in zwei Klassen vergeben: Erste und Zweite Klasse. Die Empfänger der ersten Klasse hatten das Recht, den Titel Sardar Bahadur (Heldenführer) und den Namenszusatz (post-nominal) OBI zu verwenden. Die Empfänger der zweiten Klasse hatten Anspruch auf den Titel Bahadur (Held) und den ebenfalls auf den Namenszusatz OBI. Die Mitgliederzahl des Orden war auf 100 Personen je Ordensklasse begrenzt. Die Empfänger des Ordens erhielten auch einen Zuschlag auf ihren Sold und ihre Pensionen.
Die Ordensstatuten wurde am 26. September 1939 von König Georg VI. neu gefasst. Die Zielgruppe des Ordens wurde dadurch auf Offiziere der verbliebenen indischen Streitkräfte, des indischen Grenzschutzes, der indischen Militärpolizei und Offiziere der indischen Fürstenstaaten ausgedehnt. König Georg VI. ergänzte die Ordensstatuten am 7. Januar 1944 und weitete die Zielgruppe dadurch auch auf Offiziere der Royal Indian Navy, Offiziere der Royal-Artillery-Einheiten der Kronkolonien Hongkong und Singapur, sowie auf ausländische Offiziere aus, die ehrenhalber Mitglieder des Ordens werden konnten.
Souverän des Ordens ist seit 1858 der jeweilige britische Monarch. Seit 2022 ist dies König Charles III.

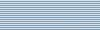
Bandschnalle 1837–1838
Bandschnalle 1838–1939
Bandschnalle Erster Klasse 1939–1947
Bandschnalle Zweiter Klasse 1939–1947

## Insignien
Nach der Aufnahme in den Orden erhalten die Mitglieder in einer Zeremonie die Insignien des Ordens überreicht. Das Abzeichen der ersten Klasse des Ordens bestand aus einem Stern mit einem Durchmesser von 4,3 cm, der aus Goldstrahlen besteht und von der Imperial Crown of India überragt wird, mit in der Mitte auf einem Grund aus hellblauem Email den Worten „Order of British India“, die einen Löwen umgeben und von einem goldenen Lorbeerkranz umgeben sind. Das Abzeichen der zweiten Klasse des Ordens entsprach dem der ersten Klasse, jedoch ohne die Krone und auf einem dunkelblauen Emailgrund. Das Abzeichen des Ordens wird jeweils an einem Band um den Hals getragen. Ursprünglich war dieses Band hellblau, seit 1838 ist er dunkelrot. Seit 1939 muss das Band, wenn es als Bandschnalle ohne das Abzeichen getragen wird, bei einem Mitglied der ersten Klasse in der Mitte zwei dünne vertikale hellblaue Linien und bei einem Mitglied der zweiten Klasse eine dünne vertikale hellblaue Linie haben.